# Botnicki przymus handlowy
Botnicki przymus handlowy – funkcjonujące w XVIII – wiecznej Szwecji ograniczenie praw handlowych miast położonych nad Zatoką Botnicką. Polegało na tym, że tylko cztery miasta regionu mogły prowadzić samodzielny handel z zagranicą. Były to: Gävle, Åbo, Helsinki i Fredrikshamn, a po utracie tego ostatniego na rzecz Rosji Lovisa. Pozostałe miasta nad zatoką musiały korzystać z pośrednictwa Sztokholmu. Przymus botnicki zniesiono w 1766 roku, mimo protestów sztokholmskich kupców.